# Camp Dubois

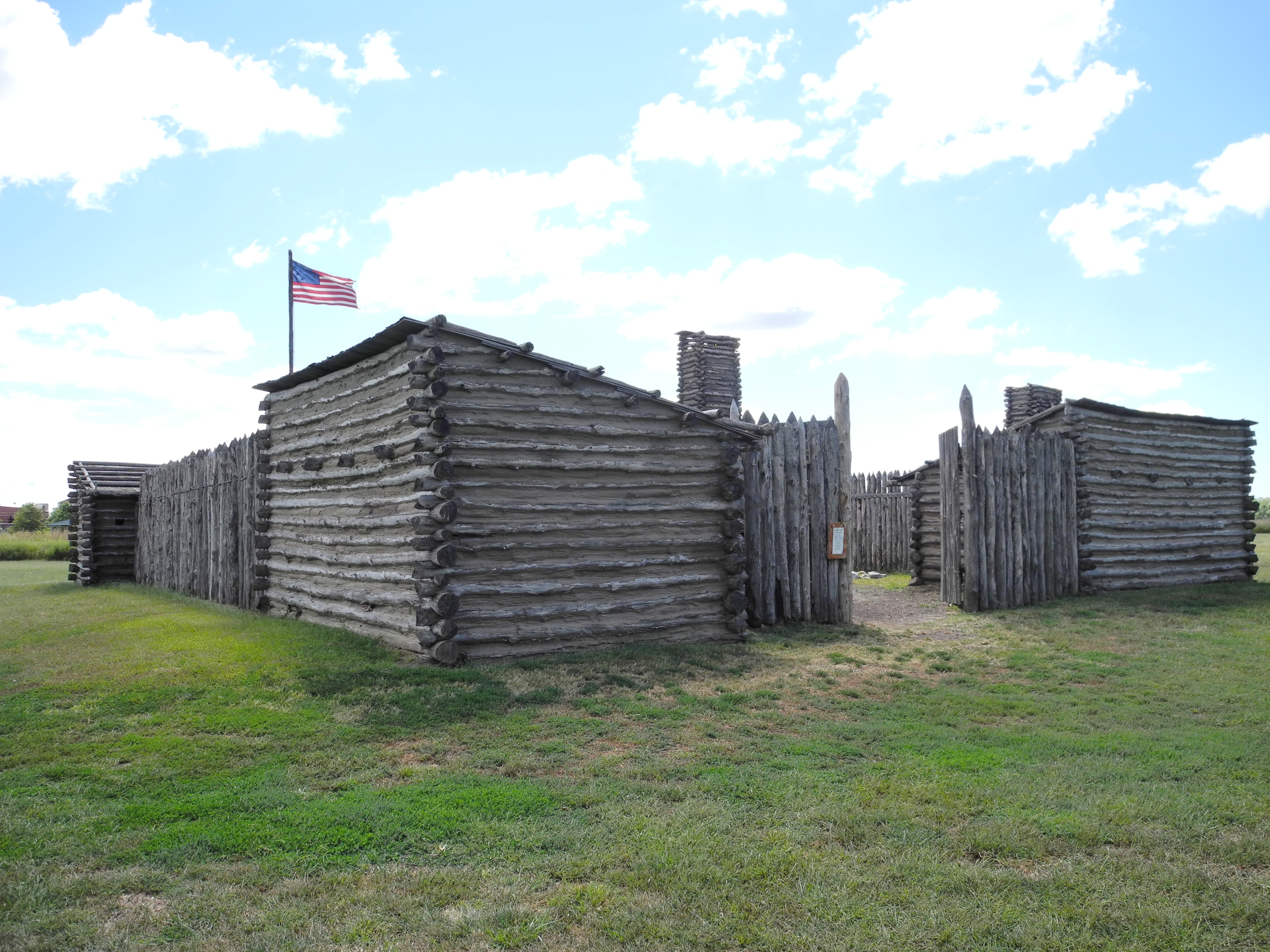
Reconstruction de Camp Dubois.

Camp Dubois était situé près de l'actuelle Hartford dans l'Illinois. Point de départ de l'expédition Lewis et Clark, il servit de camp d'hiver entre le 12 décembre 1803 et le 14 mai 1804. Il était situé sur la rive orientale du Mississippi et appartenait donc aux États-Unis dès cette époque.